# Кожушкі-Парцель
Кожушкі-Парцель (пол. Kożuszki-Parcel) — село в Польщі, у гміні Сохачев Сохачевського повіту Мазовецького воєводства.
Населення — 368 осіб (2011).
У 1975-1998 роках село належало до Скерневицького воєводства.

## Демографія
Демографічна структура станом на 31 березня 2011 року:
|          | Загалом | Допрацездатний вік | Працездатний вік | Постпрацездатний вік |
| -------- | ------- | ------------------ | ---------------- | -------------------- |
| Чоловіки | 186     | 45                 | 121              | 20                   |
| Жінки    | 182     | 38                 | 114              | 30                   |
| Разом    | 368     | 83                 | 235              | 50                   |